# Las Bela

Flaga Las Bela

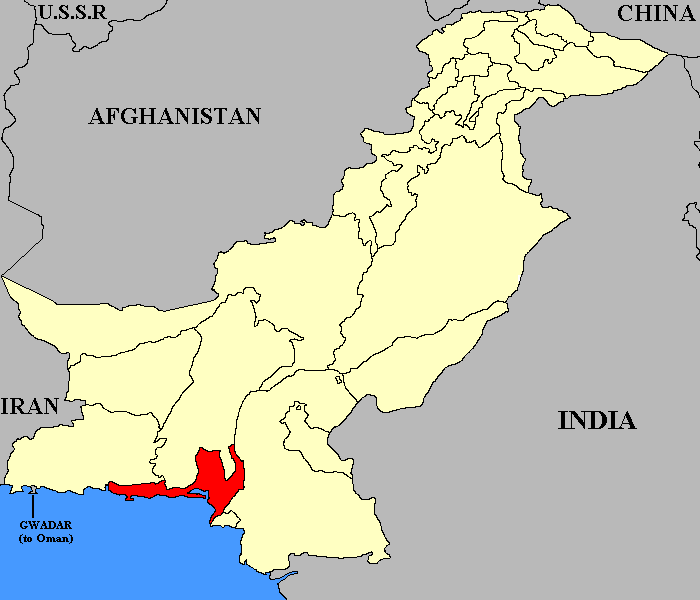

Las Bela – dawne księstwo muzułmańskie znajdujące się na obszarze dzisiejszego Pakistanu.
Las Bela obejmowało obszar 18 254 km², jego stolicą był Lasbela.
Księstwo powstało w 1742 roku. W okresie międzywojennym liczyło 63 tys. mieszkańców (1931), a ludność zajmowała się głównie półkoczowniczą hodowlą bydła, owiec i wielbłądów. W 1948 weszło w skład Pakistanu. Zlikwidowano je 14 października 1955 i włączono do nowo utworzonej prowincji Beludżystan.

## Książęta Las Bela
- 1742–1765 Jam Ali Chan I
- 1765–1776 Jam Ghulam Szach
- 1776–1818 Mir Chan I
- 1818–1830 Ali Chan II
- 1830–1869 Mir Chan II (1 raz)
- 1869–1886 Ali Chan III (1 raz)
- 1886–1888 Mir Chan II (2 raz)
- 1888–1896 Ali Chan III (2 raz)
- 1896–1921 Kamal Chan
- 1921–1937 Ghulam Mohammad Chan
- 1937–1955 Ghulam Qadir Chan